# Jones County (Mississippi)
 For alternative betydninger, se Jones County. (Se også artikler, som begynder med Jones County)
Jones County er et county i den amerikanske delstat Mississippi.
31°37′N 89°10′V / 31.62°N 89.17°V